# Rohan Dennis
Rohan Dennis (Adelaida, 28 de mayo de 1990) es un deportista australiano que compitió en ciclismo en las modalidades de pista, especialista en la prueba de persecución por equipos, y ruta. En ruta es bicampeón mundial en contrarreloj individual y en pista es bicampeón mundial en persecución por equipos.

## Trayectoria
Participó en tres Juegos Olímpicos de Verano, entre los años 2012 y 2020, obteniendo dos medallas, plata en Londres 2012, en la prueba de persecución por equipos (junto con Jack Bobridge, Glenn O'Shea y Michael Hepburn), y bronce en Tokio 2020, en la carrera de contrarreloj.
Ganó cuatro medallas en el Campeonato Mundial de Ciclismo en Pista entre los años 2009 y 2012.
En carretera obtuvo una victoria de etapa en cada una de las Grandes Vueltas: Tour de Francia 2015, Giro de Italia 2018 y Vuelta a España 2018. Además, consiguió ocho medallas en el Campeonato Mundial de Ciclismo en Ruta, entre los años 2012 y 2019.
Se retiró de la competición al final del año 2023. El 31 de diciembre de ese año atropelló mortalmente con su furgoneta a su esposa, la ciclista Melissa Hoskins. La justicia australiana investiga si se trató de un accidente o de un acto de violencia doméstica.

## Medallero internacional

### Ciclismo en pista
| Juegos Olímpicos   | Juegos Olímpicos         | Juegos Olímpicos | Juegos Olímpicos        |
| Año                | Lugar                    | Medalla          | Competición             |
| ------------------ | ------------------------ | ---------------- | ----------------------- |
| 2012               | Londres (Reino Unido)    | Medalla de plata | Persecución por equipos |
| Campeonato Mundial |                          |                  |                         |
| Año                | Lugar                    | Medalla          | Competición             |
| 2009               | Pruszków (Polonia)       | Medalla de plata | Persecución por equipos |
| 2010               | Ballerup (Dinamarca)     | Medalla de oro   | Persecución por equipos |
| 2011               | Apeldoorn (Países Bajos) | Medalla de oro   | Persecución por equipos |
| 2012               | Melbourne (Australia)    | Medalla de plata | Persecución por equipos |

### Ciclismo en ruta
| Juegos Olímpicos   | Juegos Olímpicos          | Juegos Olímpicos  | Juegos Olímpicos         |
| Año                | Lugar                     | Medalla           | Competición              |
| ------------------ | ------------------------- | ----------------- | ------------------------ |
| 2020               | Tokio (Japón)             | Medalla de bronce | Contrarreloj             |
| Campeonato Mundial |                           |                   |                          |
| Año                | Lugar                     | Medalla           | Competición              |
| 2012               | Valkenburg (Países Bajos) | Medalla de plata  | Contrarreloj sub-23      |
| 2014               | Ponferrada (España)       | Medalla de oro    | Contrarreloj por equipos |
| 2015               | Richmond (Estados Unidos) | Medalla de oro    | Contrarreloj por equipos |
| 2016               | Doha (Catar)              | Medalla de plata  | Contrarreloj por equipos |
| 2017               | Bergen (Noruega)          | Medalla de plata  | Contrarreloj por equipos |
| 2018               | Innsbruck (Austria)       | Medalla de oro    | Contrarreloj             |
| 2018               | Innsbruck (Austria)       | Medalla de bronce | Contrarreloj por equipos |
| 2019               | Yorkshire (Reino Unido)   | Medalla de oro    | Contrarreloj             |

## Palmarés

### Palmarés en pista
2009
- Medalla de plata en el Campeonato Mundial Persecución por Equipos

2010
- Campeonato Mundial Persecución por Equipos (con Jack Bobridge, Michael Hepburn y Cameron Meyer)
- Campeonato de Australia de persecución por equipos (con Jack Bobridge, Dale Parker y James Glasspool)

2011
- Campeonato Mundial Persecución por Equipos (con Jack Bobridge, Michael Hepburn y Luke Durbridge)
- Campeonato de Australia de persecución por equipos (con Glenn O'Shea, Alexander Edmondson y Damien Howson)

2012
- Medalla de plata en el Campeonato Mundial Persecución por Equipos
- Medalla de plata en los Juegos Olímpicos Persecución por Equipos (con Michael Hepburn, Jack Bobridge y Glenn O'Shea)

2015
- Récord de la hora

### Palmarés en ruta
| 2012 - 1 etapa del Tour de Olympia - Tour de Thüringe, más 1 etapa - Memorial Davide Fardelli - Chrono Champenois - 2.º en el Campeonato Mundial Contrarreloj sub-23 2013 - 2.º en el Campeonato de Australia Contrarreloj - Tour de Alberta, más 1 etapa 2014 - 1 etapa del Tour de California 2015 - 2.º en el Campeonato de Australia Contrarreloj - Tour Down Under, más 1 etapa - 1 etapa del Tour de Francia - USA Pro Cycling Challenge, más 2 etapas 2016 - Campeonato de Australia Contrarreloj - 1 etapa del Tour de California - 1 etapa de la Vuelta a Gran Bretaña - 1 etapa del Eneco Tour 2017 - Campeonato de Australia Contrarreloj - Tour La Provence - 1 etapa de la Tirreno-Adriático - 1 etapa del Tour de los Alpes - 2 etapas de la Vuelta a Suiza | 2018 - Campeonato de Australia Contrarreloj - 1 etapa del Tour de Abu Dhabi - 1 etapa de la Tirreno-Adriático - 1 etapa del Giro de Italia - 2 etapas de la Vuelta a España - Campeonato Mundial Contrarreloj 2019 - 2.º en el Campeonato de Australia Contrarreloj - 1 etapa de la Vuelta a Suiza - Campeonato Mundial Contrarreloj 2020 - 2.º en el Campeonato de Australia Contrarreloj 2021 - 1 etapa de la Volta a Cataluña - 1 etapa del Tour de Romandía - 3.º en los Juegos Olímpicos Contrarreloj 2022 - Campeonato de Australia Contrarreloj 2023 - 1 etapa del Tour Down Under |

## Resultados en Grandes Vueltas y Campeonatos del Mundo
Durante su carrera deportiva consiguió los siguientes puestos en las Grandes Vueltas y en los Campeonatos del Mundo en carretera:
| Carrera              | Carrera              | 2010 | 2011 | 2012 | 2013 | 2014 | 2015  | 2016 | 2017 | 2018 | 2019 | 2020 | 2021 | 2022 | 2023 |
| -------------------- | -------------------- | ---- | ---- | ---- | ---- | ---- | ----- | ---- | ---- | ---- | ---- | ---- | ---- | ---- | ---- |
|                      | Giro de Italia       | —    | —    | —    | —    | —    | —     | —    | Ab.  | 16.º | —    | 35.º | —    | —    | 41.º |
|                      | Tour de Francia      | —    | —    | —    | Ab.  | —    | 101.º | Ab.  | —    | —    | Ab.  | —    | —    | —    | —    |
|                      | Vuelta a España      | —    | —    | —    | —    | 84.º | —     | —    | Ab.  | Ab.  | —    | —    | —    | 52.º | —    |
| Mundial en Ruta      | Mundial en Ruta      | —    | —    | —    | Ab.  | Ab.  | —     | —    | —    | Ab.  | Ab.  | —    | —    | —    | —    |
| Mundial Contrarreloj | Mundial Contrarreloj | —    | —    | —    | 12.º | 5.º  | 6.º   | 6.º  | 8.º  | 1.º  | 1.º  | 5.º  | —    | —    | 7.º  |

| —: No participó | Ab: Abandono |

## Equipos
- Jayco-Skins (2010)
- Rabobank Development Team (2011)
- Jayco-AIS (2012)
- Garmin Sharp (2013-08.2014)
- BMC Racing Team (08.2014-2018)
- Bahrain Merida Pro Cycling Team (01-09.2019)
- INEOS (2020-2021)
  - Team INEOS (01.2020-08.2020)
  - INEOS Grenadiers (08.2020-2021)
- Team Jumbo-Visma (2022-2023)